# Obrium hattai
Obrium hattai es una especie de escarabajo longicornio del género Obrium, clasificada en la tribu Obriini, de la subfamilia Cerambycinae. Fue descrita por Ohbayashi & Ohbayashi en 1965.
La especie mide 4-5,5 mm de longitud y el período de actividad en adultos se presenta en abril, mayo y junio. Se distribuye por Japón (islas Ryūkyū).